# Кристина Саксонская (королева Дании)
Кристина Саксонская (25 декабря 1461, Торгау — 8 декабря 1521, Оденсе) — королева-консорт Дании, Норвегии и Швеции; жена Иоганна Датского.

## Биография

### Ранняя жизнь
Кристина была обручена с Иоганном в 1477 году. Пышная свадьба состоялась через год, 6 сентября 1478 года. В 1481 году она стала королевой Дании, однако не была коронована до 1483 года, когда Иоганн стал также королём Норвегии. 18 мая 1483 года она и Иоганн были коронованы королём и королевой Дании и Норвегии.
В течение первых двадцати лет брака информации о Кристине сохранилось мало, по всей видимости она посвятила жизнь семье и детям. Королевская пара мало жила в Копенгагене, но предпочитала переезжать между королевскими замками в Фунене. Ничто не указывает на то, что она занималась политикой во время жизни в Дании.
Кристину называли благочестивой, она плакала каждый раз, когда не могла посетить мессу. В 1497 году она вместе с мужем основала клариссинский монастырь в Копенгагене.

### Дания
В 1497 году Иоганн был избран королём Швеции. Два года спустя Кристина также отправилась в Швецию, а 4 февраля 1499 года они короновались королём и королевой Швеции в Упсале. Она сопровождала Иоганна во время его второго и третьего визитов в Швецию в 1500 году и в январе 1501 года, соответственно. Во время визита в 1501 году Иоганн завёл роман с одной из её фрейлин, что привело к скандалу и фактическому разрыву брака.
Когда разгорелись война за смещение короля Иоганна и датско-шведская война (1501—1512), Иоганн покинул Швецию и отправился в Данию в августе 1501 года в компании любовницы. Он оставил Кристину, которая в то время была слишком больна для путешествия, командовать гарнизоном замка Три короны в Стокгольме в качестве своего регента и моральной поддержки последователей. С сентября 1501 года по 6 мая 1502 года королева Кристина была осаждена шведскими повстанцами. Это была одна из самых тяжелых осад во времена Кальмарской унии — из-за чумы и голода от гарнизона в тысячу человек осталось только семьдесят. 9 мая 1502 года Кристина сдалась шведскому регенту Стену Стуре Старшему. Согласно мирному договору она должна была находиться в монастыре в Стокгольме, пока не сможет вернуться в Данию. Леди Ингеборга Тотт сопроводила её в монастырь. Стен Стуре Старший нарушил договор и не отдал королеву, когда за ней был прислан корабль из Дании. В октябре 1503 года она была наконец освобождена и отправлена через датскую границу, где в Хальмстаде королеву встретил её сын Кристиан.

### Дальнейшая жизнь
В 1504 году она совершила паломничество в Вильснак и Штернберг в Бранденбурге, где также повидалась со своей дочерью Елизаветой. По возвращении в Данию она основала клариссинские монастыри в Копенгагене и Оденсе.
После ее возвращения в Данию Кристина прожила остаток жизни отдельно от короля Иоганна. У нее был свой собственный отдельный двор, куда часто приезжали гости, однако сам король наведывался редко. Она также жила со своим сыном Франциском в Оденсе.
Кристина интересовалась искусством и музыкой и была благотворительницей многих музыкантов, писателей и художников. Она была ревностной католичкой, не желая реформирования католической церкви. Она также была известна своей благотворительностью.
В 1513 году она овдовела. Кристина Саксония умерла 8 декабря 1521 года в возрасте 59 лет.

## Дети
6 сентября 1478 года Кристина Саксонская вышла замуж за Иоганна Датского (1455—1513). Их детьми были:
| Имя       | Дата рождения | Дата смерти    | Примечания                                                                       |
| --------- | ------------- | -------------- | -------------------------------------------------------------------------------- |
| Ганс      | 1479          | 1480           | Умер в младенчестве.                                                             |
| Эрнст     | 1480          | 1500           | Умер в детстве.                                                                  |
| Кристиан  | 1 июля 1481   | 25 января 1559 | Король Дании, Норвегии и Швеции. Были дети.                                      |
| Якоб      | 1484          | 1566           | Спорно; возможно тождественен Якобу Датскому                                     |
| Елизавета | 24 июня 1485  | 10 июня 1555   | Вышла замуж за Иоахима I Нестора, курфюрста Бранденбурга в 1502 году. Были дети. |
| Франциск  | 15 июля 1497  | 1 апреля 1511  |                                                                                  |